# Nógrádszakál, Nógrád
Nógrádszakál  este un sat în districtul Szécsény, județul Nógrád, Ungaria, având o populație de 639 de locuitori (2011). 

## Demografie
Componența etnică a satului Nógrádszakál
     Maghiari (85,45%)
     Romi (13,33%)
     Slovaci (1,21%)
Componența confesională a satului Nógrádszakál
     Romano-catolici (76,84%)
     Fără religie (2,66%)
     Necunoscută (19,87%)
     Reformați (0,63%)
     Alte religii (0,78%)
Conform recensământului din 2011, satul Nógrádszakál avea 639 de locuitori. Din punct de vedere etnic, majoritatea locuitorilor (85,45%) erau maghiari, existând și minorități de romi (13,33%) și slovaci (1,21%).  Din punct de vedere confesional, majoritatea locuitorilor (76,84%) erau romano-catolici, cu o minoritate de persoane fără religie (2,66%). Pentru 19,87% din locuitori nu este cunoscută apartenența confesională.